# سرطان آندومتر
سرطان آندومتر (انگلیسی: Endometrial cancer) یا سرطان پوشش داخلی رحم، گونه‌ای از سرطان رحم است که از درون آندومتر شروع می‌شود. سرطان اندومتر از لایه سلول‌هایی شروع می‌گردد که سلول‌های پوششی رحم (اندومتریوم یا مخاط رحم) را تشکیل می‌دهند. این بیماری نتیجه رشد غیرطبیعی سلول‌ها است که می‌تواند به دیگر اعضای بدن نیز حمله کند یا در آنها گسترش یابد. دیگر انواع سرطان از جمله سارکومای رحم می‌تواند در داخل رحم به وجود بیاید اما شیوع آنها بسیار کمتر از سرطان اندومتر است. معمولاً سرطان اندومتر در مراحل نخستین تشخیص داده می‌شود زیرا به تکرار سبب خونریزی‌های غیرطبیعی واژینال شده که زنان را برای مراجعه به دکتر ترغیب می‌کند. اولین نشانهٔ شایع این بیماری اغلب خونریزی واژینال است که ارتباطی با دوره قاعدگی ندارد.  دیگر نشانه‌های این بیماری شامل درد هنگام ادرار کردن، مقاربت جنسی یا درد لگن است. این سرطان در بیشتر موارد بعد از یائسگی اتفاق می‌افتد.

## علل
تقریباً ۴۰ درصد از موارد ابتلا به این بیماری به خاطر چاقی مفرط است. سرطان مخاط رحم همچنین به خاطر قرار گرفتن بیش از حد در معرض استروژن، فشار بالای خون و دیابت اتفاق می‌افتد. در حالی که استروژن به تنهایی خطر سرطان مخاط رحم را افزایش می‌دهد، دریافت همزمان استروژن و پروژسترون، همان‌طور که در بسیاری از قرص‌های ضدبارداری وجود دارد، خطر را کمتر می‌کند. بین دو تا پنج درصد از موارد به دلیل ژن‌هایی است که از والدین به ارث می‌رسد. سرطان مخاط رحم گاهی اوقات به صورت بی‌ربط به نام سرطان رحم نیز شناخته می‌شود، هرچند که این بیماری با دیگر انواع بیماری‌های رحمی از قبیل سرطان دهانه رحم، سارکوم رحم و بیماری تروفوبلاستیک بارداری تفاوت دارد. مرسوم‌ترین نوع سرطان مخاط رحم، کارسینوما اندومتریوز است که ۸۰ درصد از موارد را تشکیل می‌دهد. سرطان مخاط رحم معمولاً با بیوپسی آندومتر یا با نمونه‌برداری در طول روندی به نام اتساع و کورتاژ تشخیص داده می‌شود.  نوعاً نمونه‌برداری از سلول‌های دهانه رحم برای تشخیص سرطان مخاط رحم کافی نیست. نیازی به غربالگری مداوم در افرادی که به صورت معمول با خطر روبرو هستند، وجود ندارد.

## درمان
مرسوم‌ترین گزینه برای درمان سرطان مخاط رحم هیسترکتومی شکمی (برداشتن کامل رحم با جراحی)، همراه با برداشتن لوله رحم و تخمدان‌ها از هر دو سو است که به آن سالپنگو اوفورکتومی دو طرفه گفته می‌شود.  در موارد پیشرفته پرتودرمانی، شیمی‌درمانی یا هورمون‌درمانی نیز می‌تواند توصیه شود.  اگر بیماری در مرحله زود تشخیص داده شود، نتیجه رضایت‌بخش خواهد بود میزان بقای پنج‌ساله به صورت کلی در ایالات متحده بیشتر از ۸۰ درصد است.

## همه‌گیرشناسی
در سال ۲۰۱۲، سرطان مخاط رحم در ۳۲۰ هزار زن اتفاق افتاد و باعث مرگ ۷۶ هزار نفر گردید. این بیماری سومین عامل شایع مرگ ناشی از سرطان در میان زنان، بعد از تخمدان و سرطان دهانه رحم است.  بیماری مذکور در کشورهای توسعه‌یافته شایع‌تر است و معمول‌ترین نوع سرطان دستگاه تناسلی زن در کشورهای توسعه‌یافته به‌شمار می‌رود. نرخ شیوع این بیماری در تعدادی از کشورها در میان دهه ۱۹۸۰ تا سال ۲۰۱۰ افزایش یافت. کارشناسان بر این باورند که این امر به دلیل افزایش تعداد زنان سالمند و افزایش نرخ چاقی در آنها است.